# Enigmail
Enigmail est un module de chiffrement et de signature du courrier électronique pour Mozilla Thunderbird et SeaMonkey utilisable sous Linux, Microsoft Windows, OS X et autres systèmes d'exploitation de type Unix.
Il n'est plus supporté par Thunderbird après la version 68 ; le développement s'arrête au 31 août 2021 et le support depuis le 1er octobre 2021 ; à partir de la version 78 de Thunderbird, le chiffrement des courriels est intégré « out-of-the-box ».
Les fonctions cryptographiques d'Enigmail sont assurées par GnuPG, auquel est fournie une interface graphique, évitant ainsi l'interface en ligne de commande.
Enigmail est un logiciel libre, distribué selon les termes de la licence publique générale GNU (GNU GPL) et de la licence publique Mozilla (MPL).